# 虹ケ丘 (川崎市)
虹ケ丘（にじがおか）は、神奈川県川崎市麻生区の地名。現行行政地名は虹ケ丘1丁目から虹ケ丘3丁目。住居表示実施済区域。「虹ヶ丘」とも表記される。

## 地理
区の南東に位置し、虹ヶ丘団地とその他の新興住宅地からなる。早野字山田と境塚、王禅寺の志村谷の一部から分離し誕生。同区早野と接し、黒須田川をはさんで横浜市青葉区すすき野、もみの木台と接し一体の街として開発されている。

### 地価
住宅地の地価は、2025年（令和7年）1月1日の公示地価によれば、虹ケ丘1丁目12-5の地点で20万7000円/m²となっている。

## 歴史

### 地名の由来
虹ヶ丘団地が開発されたことにちなむ瑞祥地名。字義通り「虹の丘陵地」の意。

### 沿革
- 1973年（昭和48年）3月1日 - 区画整理により早野字山田と境塚、王禅寺の志村谷の一部から、虹ヶ丘一丁目〜三丁目が新設[7][5]。

### 町名の変遷
| 実施後      | 実施年月日         | 実施前（各町名ともその一部）           |
| ----------- | ------------------ | -------------------------------------- |
| 虹ケ丘1丁目 | 1973年（昭和48年） | 早野字山田と境塚、王禅寺の志村谷の一部 |
| 虹ケ丘2丁目 | 1973年（昭和48年） | 早野字山田と境塚、王禅寺の志村谷の一部 |
| 虹ケ丘3丁目 | 1973年（昭和48年） | 早野字山田と境塚、王禅寺の志村谷の一部 |

## 世帯数と人口
2025年（令和7年）6月30日現在（川崎市発表）の世帯数と人口は以下の通りである。
| 丁目        | 世帯数    | 人口    |
| ----------- | --------- | ------- |
| 虹ケ丘1丁目 | 418世帯   | 955人   |
| 虹ケ丘2丁目 | 1,609世帯 | 2,386人 |
| 虹ケ丘3丁目 | 461世帯   | 891人   |
| 計          | 2,488世帯 | 4,232人 |

### 人口の変遷
国勢調査による人口の推移。
| 年                 | 人口  |
| ------------------ | ----- |
| 1995年（平成7年）  | 6,001 |
| 2000年（平成12年） | 5,687 |
| 2005年（平成17年） | 5,011 |
| 2010年（平成22年） | 4,772 |
| 2015年（平成27年） | 4,475 |
| 2020年（令和2年）  | 4,337 |

### 世帯数の変遷
国勢調査による世帯数の推移。
| 年                 | 世帯数 |
| ------------------ | ------ |
| 1995年（平成7年）  | 2,115  |
| 2000年（平成12年） | 2,252  |
| 2005年（平成17年） | 2,166  |
| 2010年（平成22年） | 2,230  |
| 2015年（平成27年） | 2,228  |
| 2020年（令和2年）  | 2,337  |

## 学区
市立小・中学校に通う場合、学区は以下の通りとなる（2021年12月時点）。
| 丁目        | 番・番地等 | 小学校               | 中学校                   |
| ----------- | ---------- | -------------------- | ------------------------ |
| 虹ケ丘1丁目 | 全域       | 川崎市立虹ヶ丘小学校 | 川崎市立王禅寺中央中学校 |
| 虹ケ丘2丁目 | 全域       | 川崎市立虹ヶ丘小学校 | 川崎市立王禅寺中央中学校 |
| 虹ケ丘3丁目 | 全域       | 川崎市立虹ヶ丘小学校 | 川崎市立王禅寺中央中学校 |

## 事業所
2021年（令和3年）現在の経済センサス調査による事業所数と従業員数は以下の通りである。
| 丁目        | 事業所数 | 従業員数 |
| ----------- | -------- | -------- |
| 虹ケ丘1丁目 | 15事業所 | 102人    |
| 虹ケ丘2丁目 | 4事業所  | 39人     |
| 虹ケ丘3丁目 | 5事業所  | 48人     |
| 計          | 24事業所 | 189人    |

### 事業者数の変遷
経済センサスによる事業所数の推移。
| 年                 | 事業者数 |
| ------------------ | -------- |
| 2016年（平成28年） | 20       |
| 2021年（令和3年）  | 24       |

### 従業員数の変遷
経済センサスによる従業員数の推移。
| 年                 | 従業員数 |
| ------------------ | -------- |
| 2016年（平成28年） | 108      |
| 2021年（令和3年）  | 189      |

## 施設
- 川崎市立虹ヶ丘小学校
- 虹ヶ丘保育園
- 虹ヶ丘子供文化センター
- 虹ヶ丘公園
- 虹ヶ丘南公園

## 交通
新百合ヶ丘駅、たまプラーザ駅、あざみ野駅への路線バスが運行されている。

### 鉄道
域内に鉄道駅は設置されていない。
横浜市営地下鉄ブルーラインの延伸計画では、隣接するすすき野付近に新駅の建設が計画されており、開業すれば本地域の最寄駅となる可能性が高い。

## その他

### 日本郵便
- 郵便番号 : 215-0015[3]（集配局：麻生郵便局[19]）。

### 警察
町内の警察の管轄区域は以下の通りである。
| 丁目        | 番・番地等 | 警察署     | 交番・駐在所 |
| ----------- | ---------- | ---------- | ------------ |
| 虹ケ丘1丁目 | 全域       | 麻生警察署 | 南王禅寺交番 |
| 虹ケ丘2丁目 | 全域       | 麻生警察署 | 南王禅寺交番 |
| 虹ケ丘3丁目 | 全域       | 麻生警察署 | 南王禅寺交番 |